# Káto Váthia
Káto Váthia, en grec moderne : Κάτω Βάθεια, est un village du dème de Chersónissos, dans le district régional de Héraklion, de la Crète, en Grèce. Selon le recensement de 2001, la population de Káto Váthia compte 61 habitants. Il est situé à une altitude de 210 m et à une distance d'environ  15 km de Héraklion.